# Suillus pungens
Suillus pungens är en svampart som beskrevs av Harry Delbert Thiers och Alexander Hanchett Smith 1964. Suillus pungens ingår i släktet Suillus och familjen Suillaceae.   Inga underarter finns listade i Catalogue of Life.

## Källor

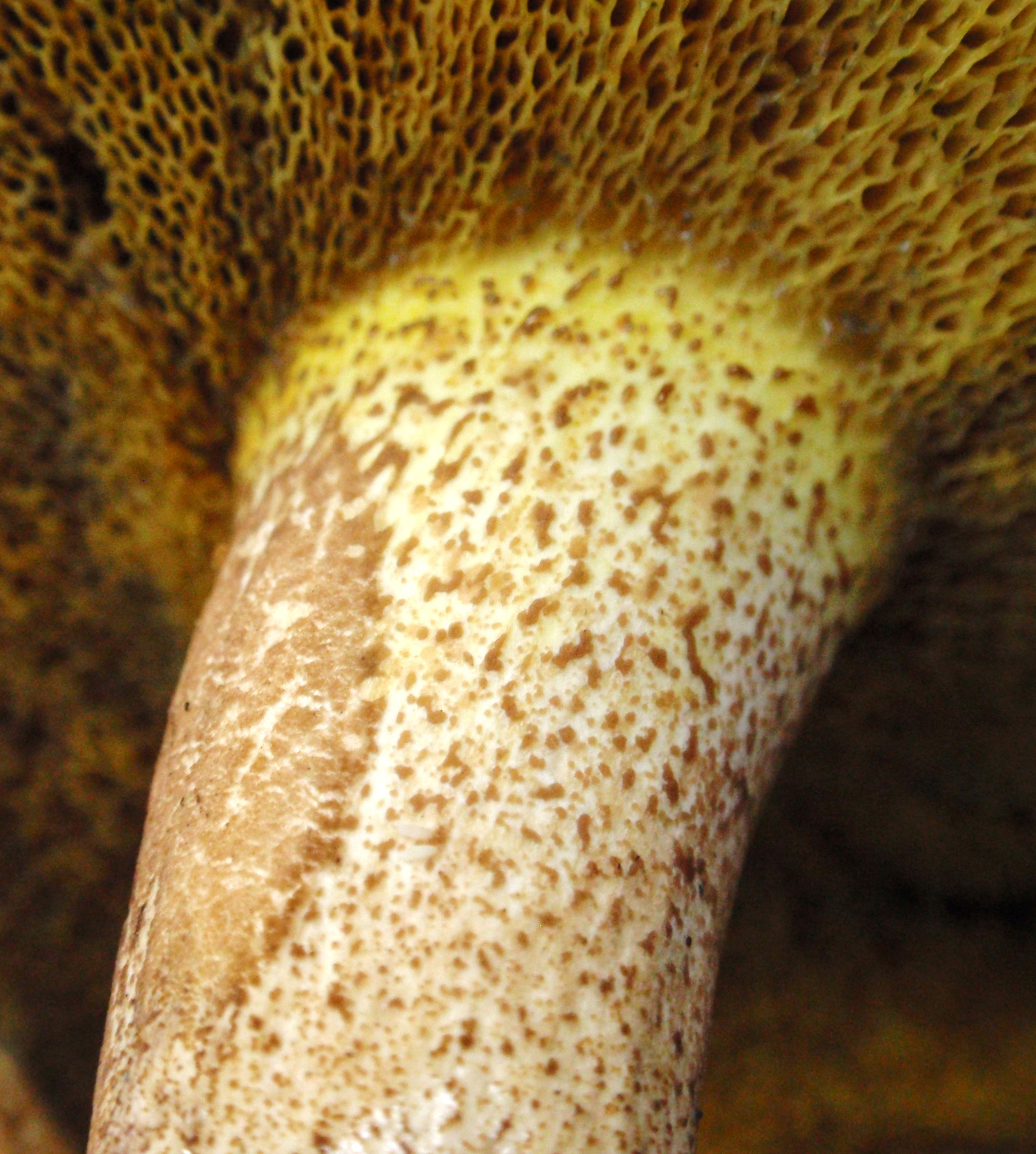
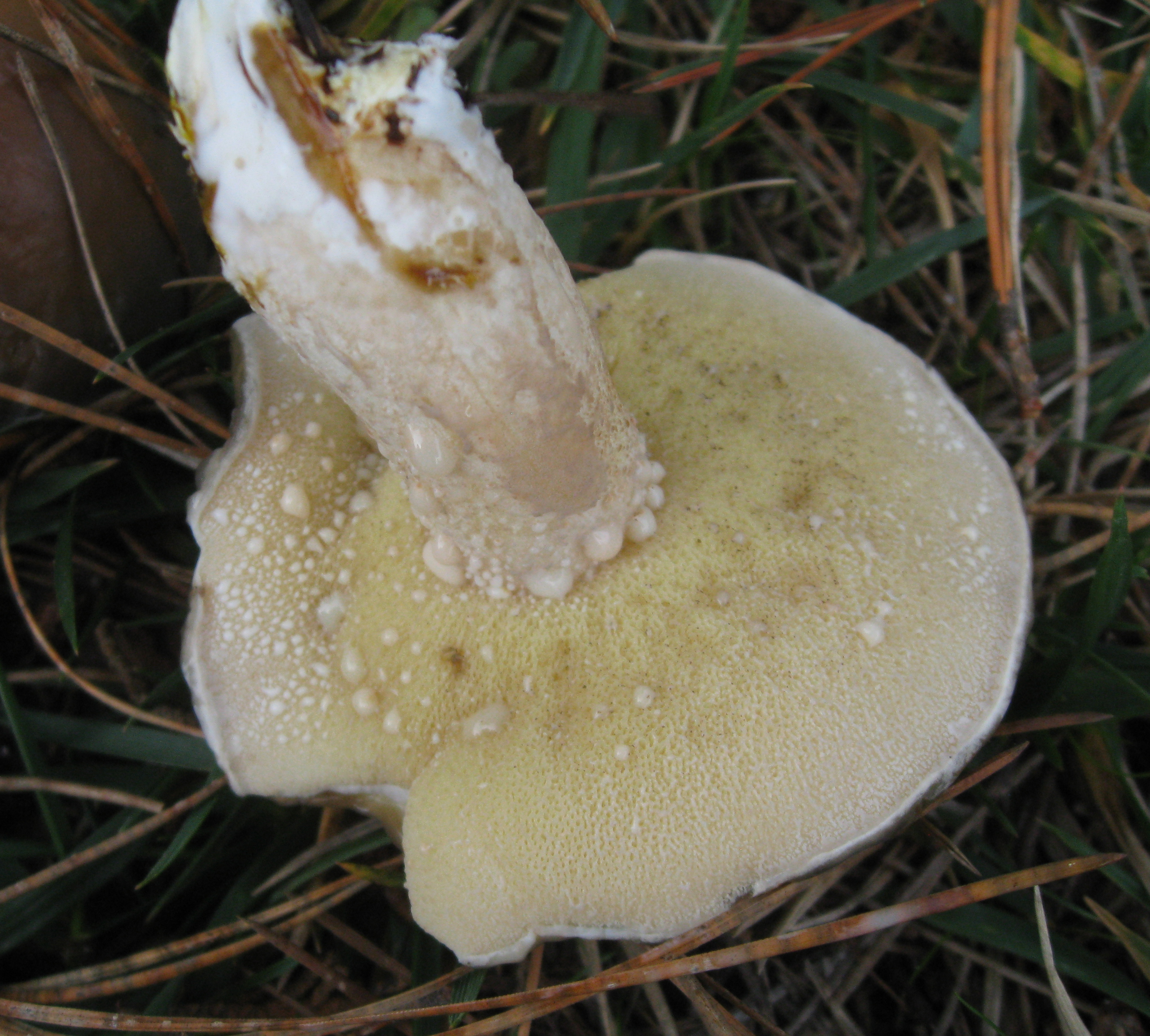